# Большое-Бердяево
Большое-Бердяево — деревня в Ярцевском районе Смоленской области России. Входит в состав Миропольского сельского поселения. Население — 2 жителя (2007 год). 
Расположена в северной части области в 31 км к северо-востоку от Ярцева, в 22 км севернее автодороги М1 «Беларусь». В 24 км южнее деревни расположена железнодорожная станция Вышегор на линии Москва — Минск. 

## История
В годы Великой Отечественной войны деревня была оккупирована гитлеровскими войсками в июле 1941 года, освобождена в сентябре 1943 года.